# مدرسة فلورنسا الدولية
مدرسة فلورنسا الدولية هي واحدة من أقدم المدارس الدولية في أوروبا. تقع في فلورنسا بإيطاليا، وكانت تسمى سابقًا المدرسة الأمريكية الدولية في فلورنسا.

## التاريخ
تأسست المدرسة في عام 1952 في روما كمدرسة للأطفال من العديد من الثقافات المختلفة. في عام 1963 انتقلت المدرسة إلى فلورنسا لتلبية الطلب على تدريس اللغة الإنجليزية في توسكانا. في عام 1980، انتقلت إلى الموقع الحالي لمدرسة جونيور فيلا لو تافرنول، حوالي 10 كم من وسط فلورنسا. في عام 2003 ، انتقلت المدارس المتوسطة والعليا إلى حرم جامعي منفصل، في وسط فلورنسا، للسماح بالنمو المستمر للطلاب.

## المدرسة
مدرسة فلورنسا الدولية هي مدرسة مستقلة مختلطة تضم أكثر من 380 طالبًا دوليًا، من مرحلة ما قبل المدرسة إلى الصف 12. تضم أرض المدرسة حدائق إيطالية وحقول محيطة وبساتين شجر السرو ومجموعة متنوعة من مناطق اللعب مع معدات ترفيهية حديثة وملعب رياضي جديد يناسب جميع الأحوال الجوية اعتبارًا من سبتمبر 2003، تم إيواء المدارس المتوسطة والعليا في حرم جامعي منفصل، يشتمل الموقع على معمل كمبيوتر واستوديو فني ومكتبة/مركز وسائط وكافيتريا مع شرفة مغطاة وثلاثة مختبرات علمية وإمكانية الوصول إلى مضمار ومختلف المرافق الرياضية الأخرى.[بحاجة لمصدر] 

## روابط خارجية
- موقع مدرسة فلورنسا الدولية